# Crisconio
Crisconius Africanus, españolizado Cresconio o Crisconio, obispo de África y escritor teológico, que floreció en tiempos del emperador bizantino Leoncio (*660 - †705).
Escribió un Breviarium canonicum (Breviario canónico), una especie de compendio de derecho canónico inspirado en la obra de Fulgencio Ferrando. Consta de trescientos párrafos que servían de prólogo a su propia Concordia, escrita para uso de la iglesia africana en el 690. Fue el primero que coleccionó los rescriptos pontificios y los decretos conciliares.